# Wilhelm Füßlein
Wilhelm August Oswald Julius Füßlein, auch Füsslein, (* 5. März 1869 in Saalfeld; † 8. Januar 1944 in Großhansdorf) war ein deutscher Pädagoge, Historiker und Heimatforscher.

## Leben und Wirken
Wilhelm Füßlein studierte Geschichte und Theologie an der Universität Jena und der Universität Leipzig. 1893 erhielt er eine Lehrerlaubnis für Religion, Hebräisch und Geschichte an höheren Schulen. 1895 zog er nach Hamburg, wo die Lehrerlaubnis anerkannt wurde. Er unterrichtete ein Jahr an der Privatschule von Dr. Theodor Wahnschaff und begann 1896 sein Probejahr an der Gelehrtenschule des Johanneums. Im Februar 1898 wurde er an der Jenaer Universität zum Dr. phil. promoviert.
Wieder in Hamburg arbeitete Füßlein anfangs als Hilfslehrer an der Realschule Uhlenhorst. An der Universität Marburg bestand er die Erweiterungsprüfung für Französisch und Englisch für Mittelstufen an höheren Schulen. Danach wechselte er im April 1899 als Oberlehrer an die Realschule vor dem Lübecker Tor. Ab 1903 unterrichtete er auch Kirchen- und Dogmengeschichte am Oberlehrerinnenseminar. 1906 wechselte er an die Realschule St. Georg. 1913 erreichte er als Oberlehrer die vierte Alterszulage. Daher ernannte ihn der Hamburger Senat obligatorisch zum Gymnasialprofessor. Während des Ersten Weltkriegs leistete er als Landwehrhauptmann und Kompanieführer Kriegsdienst in einem Reserve-Infanterie-Regiment an der Ostfront und war später beim Stellvertretenden Generalstab in Berlin beschäftigt.
Die Dienstzeit als Lehrer endete mit der Pensionierung 1932. In der Zeit des Nationalsozialismus pflegte er eine private Freundschaft mit dem zwangspensionierten jüdischstämmigen Mediävisten Richard Salomon und ließ sich bei regelmäßigen Treffen bis zu dessen Emigration 1937 wissenschaftlich von ihm beraten.

## Werke
Als Historiker befasste sich Füßlein eng mit seinem jeweiligen Wohnort. Da er aus Thüringen stammte, erarbeitete er bedeutende Werke zur Geschichte der Grafen von Henneberg und zum Kloster Saalfeld. In Zusammenhang hiermit beschäftigte er sich mit der Historie des Bistums und der Stadt Würzburg. Wegen dieser Werke erhielt er 1930 den Ruf in eine neue Thüringische Historische Kommission, für die er aufwändige Editionen erstellte.
Im Ruhestand befasste sich Füßlein vorwiegend mit lokalgeschichtlichen Themen seiner neuen Heimat Hamburg. Seit 1919 gehörte er dem Verein für Hamburgische Geschichte an, für den er die Einwohnerzahlen Hamburgs zur Zeit des Mittelalters recherchierte. Von 1934 bis 1937 übernahm er den Vorsitz des Vereins für Heimatkunde und Heimatforschung in den Walddörfern, der unter dem Namen „De Spieker“ bekannt wurde. Füßlein hielt für den Verein viele Vorträge zur Heimatgeschichte, darunter 1935 eine Festrede zum 500-jährigen Bestehen Großhansdorfs. Diese führte zu bedeutenden Untersuchungen zu Historie der Walddörfer und der Burg Wohldorf. Er korrespondierte aber auch mit Wissenschaftlern, unter anderem mit Edmund Ernst Stengel, mit dem er sich über editorische Einzelheiten der von diesem herausgegebenen Nova Alamanniae, des Aktennachlasses von Rudolf Losse, austauschte.